# Горња Врежина
Горња Врежина је насељено место у градској општини Пантелеј на подручју града Ниша у Нишавском округу. Налази се у источном квадранту Нишке котлине у подножју Градца и Детљака, на 8,5 км од центра Ниша. Према попису из 2022. било је 1019 становника (према попису из 1991. било је 1290 становника). У насељу се налазе одвојена одељења свих осам разреда основне школе „Чегар“.

## Историја
У атарском простору евидентирани су преисторијски и антички налази. На локалитету Занога, изнад десне речне обале Нишаве, а лево од ушћа Суводолског потока, у новориљаним виноградима 1934/35. године нађени су неолитско-бронзани предмети: тврдо печене урне без шара, ћупови, перле, хрбине итд. Исти локалитет, под називом Суводол испитивао је после Другог светског рата и Милутин Гарашанин (археолог), а налазе објавио у делу Преисторија на тлу СР Србије (Београд, 1973). Ниже данашњег сеоског насеља пролазио је римски пут Наисус - Рациариа у римској Дацији. На средњовековну насељеност Горње Врежине посредно указује турски попис 1498. године, евидентирајући је, под истим називом, као спахилук (зеамет) Ибрахим-бега из Ниша, са 13 домова, 2 самачка, 1 удовичким домом, са 2 рајинске воденице (које раде целе године) и са дажбинама које износе 2.498 акчи. Према турском попису нахије Ниш из 1516. године, место је било једно од 111 села нахије и носило је назив Горња Врезина, а имало је 13 кућа, 3 удовичка домаћинства, 4 самачка домаћинства. О овом селу има података и у вези са нишком буном 1841. године кад је због делимичног паљења добила мање обештећење. Крајем 19. века (1895. године) имала је 96 домаћинстава и 946 становника, а 1930. године у њој је живело 160 домаћинстава и 1.254 становника
После ослобођења од Турака 1878. године, село је почело да јача напуштајући постепено натуралне и прелазећи на тржишне облике привређивања, с примарном оријентацијом на ратарство, стајско сточарство и виноградарство. Релативна близина Ниша допринела је да се у Горњој Врежини још у капиталистичкој Југославији појави интерес за радничка занимања. После Другог светског рата, нарочито од 1960/62. године, овај интерес се појачао тако да се један број домаћинстава иселио нарочито у Насеље Никола Тесла, већина домаћинстава је прешла на мешовиту привреду, а број чистих пољопривредних домаћинстава се смањио. Од 1970/75. године, Горња Врежина је постала и имиграционо привлачна. У 1971. години, у селу су живела 93 пољопривредна, 170 мешовитих и 13 непољопривредних домаћинстава.

## Саобраћај
До Горње Врежине се може доћи приградским линијама 16 ПАС Ниш - Доња Врежина - Горња Врежина - Малча - Јасеновик - Врело, линијом 17 ПАС Ниш - Доња Врежина - Горња Врежина - Малча - Пасјача - Ореовац и линијом 17Л ПАС Ниш - Доња Врежина - Горња Врежина, као и линјом ПАС Ниш— Горња Врежина (линија бр. 17Л).

## Демографија
У насељу Горња Врежина живи 952 пунолетних становника, а просечна старост становништва износи 45,6 година (44,3 код мушкараца и 47,0 код жена). У насељу има 312 домаћинства, а просечан број чланова по домаћинству је 3,27.
Ово насеље је великим делом насељено Србима (према попису из 2002. године), а у последња три пописа, примећен је пад у броју становника.
|  |

| Демографија | Демографија | Демографија |
| Година      | Становника  | Становника  |
| ----------- | ----------- | ----------- |
| 1948.       | 1.531       |             |
| 1953.       | 1.560       |             |
| 1961.       | 1.539       |             |
| 1971.       | 1.299       |             |
| 1981.       | 1.298       |             |
| 1991.       | 1.290       | 1.278       |
| 2002.       | 1.147       | 1.193       |
| 2022.       | 1.019       |             |

| Етнички састав према попису из 2002.‍ | Етнички састав према попису из 2002.‍ | Етнички састав према попису из 2002.‍ | Етнички састав према попису из 2002.‍ | Етнички састав према попису из 2002.‍ |
| ------------------------------------ | ------------------------------------ | ------------------------------------ | ------------------------------------ | ------------------------------------ |
|                                      |                                      |                                      |                                      |                                      |
| Срби                                 | Срби                                 |                                      | 1.157                                | 98,05%                               |
| Роми                                 | Роми                                 |                                      | 16                                   | 1,35%                                |
| Црногорци                            | Црногорци                            |                                      | 3                                    | 0,25%                                |
| Македонци                            | Македонци                            |                                      | 1                                    | 0,08%                                |
| Југословени                          | Југословени                          |                                      | 1                                    | 0,08%                                |
| непознато                            | непознато                            |                                      | 2                                    | 0,16%                                |

| Година пописа     | 1948. | 1953. | 1961. | 1971. | 1981. | 1991. | 2002. |
| ----------------- | ----- | ----- | ----- | ----- | ----- | ----- | ----- |
| Број домаћинстава | 227   | 251   | 283   | 276   | 301   | 324   | 342   |

| Број чланова      | 1  | 2  | 3  | 4  | 5  | 6  | 7 | 8 | 9 | 10 и више | Просек |
| ----------------- | -- | -- | -- | -- | -- | -- | - | - | - | --------- | ------ |
| Број домаћинстава | 34 | 77 | 72 | 78 | 38 | 32 | 8 | 1 | 2 | 0         | 3,45   |

| Пол    | Укупно | Неожењен/Неудата | Ожењен/Удата | Удовац/Удовица | Разведен/Разведена | Непознато |
| ------ | ------ | ---------------- | ------------ | -------------- | ------------------ | --------- |
| Мушки  | 520    | 137              | 344          | 30             | 9                  | 0         |
| Женски | 487    | 62               | 344          | 76             | 5                  | 0         |
| УКУПНО | 1.007  | 199              | 688          | 106            | 14                 | 0         |

| Пол    | Укупно                    | Пољопривреда, лов и шумарство | Рибарство                            | Вађење руде и камена | Прерађивачка индустрија       |
| ------ | ------------------------- | ----------------------------- | ------------------------------------ | -------------------- | ----------------------------- |
| Мушки  | 291                       | 78                            | 0                                    | 0                    | 122                           |
| Женски | 213                       | 125                           | 0                                    | 0                    | 41                            |
| УКУПНО | 504                       | 203                           | 0                                    | 0                    | 163                           |
| Пол    | Производња и снабдевање   | Грађевинарство                | Трговина                             | Хотели и ресторани   | Саобраћај, складиштење и везе |
| Мушки  | 5                         | 15                            | 25                                   | 0                    | 15                            |
| Женски | 0                         | 0                             | 17                                   | 6                    | 2                             |
| УКУПНО | 5                         | 15                            | 42                                   | 6                    | 17                            |
| Пол    | Финансијско посредовање   | Некретнине                    | Државна управа и одбрана             | Образовање           | Здравствени и социјални рад   |
| Мушки  | 0                         | 1                             | 6                                    | 4                    | 9                             |
| Женски | 1                         | 1                             | 1                                    | 2                    | 13                            |
| УКУПНО | 1                         | 2                             | 7                                    | 6                    | 22                            |
| Пол    | Остале услужне активности | Приватна домаћинства          | Екстериторијалне организације и тела | Непознато            | Непознато                     |
| Мушки  | 5                         | 0                             | 0                                    | 6                    | 6                             |
| Женски | 3                         | 0                             | 0                                    | 1                    | 1                             |
| УКУПНО | 8                         | 0                             | 0                                    | 7                    | 7                             |

## Спорт
Фудбалски клуб Слобода из Горње Врежине који је основан 1948. тренутно се такмичи у првој нишкој лиги.

## Споменици културе
- Црква св Тројице - према тренутно доступним информаација на Нишкој епархији, црква је у фази изградње тако да још увек није званично освештена. Налази се на излазном делу села, брежуљку са кога се пружа поглед ка граду Нишу.[5]
- Споменик НОБ - у самом центру села смештен је споменик посвећен палим борцима у Народноослободилачкој борби у Другом светском рату (1941 - 1945 године). Сам споменик део је спомен парка. На централном делу налази се мермерна плоча са именима и презименима палих бораца који су животе дали током ових борби. Споменик се редовно одржава.

## Галерија
- Улаз у Цркву Св Тројице
- Црква Св Тројице
- Чема у порти Цркве
- Звоник Цркве СВ Тројице
- Споменик НОБ - централни поглед
- Споменик НОБ - мермерне плоча са именима и презименима